# Barthelmy de Ligt
Bartholomeus de Ligt, Barthelmy de Ligt eller bare Bart de Ligt (17. juli 1883 – 3. september 1938) var en hollandsk præst, der markerede sig som anarkist, pacifist og historiker og var desuden en bidragsyder i den tidlige fredsforskning. Han blev forflyttet i 1915 pga. en antimilitaristisk prædiken og slog sig efterfølgende ned i Geneve.